# Catálogo RCW

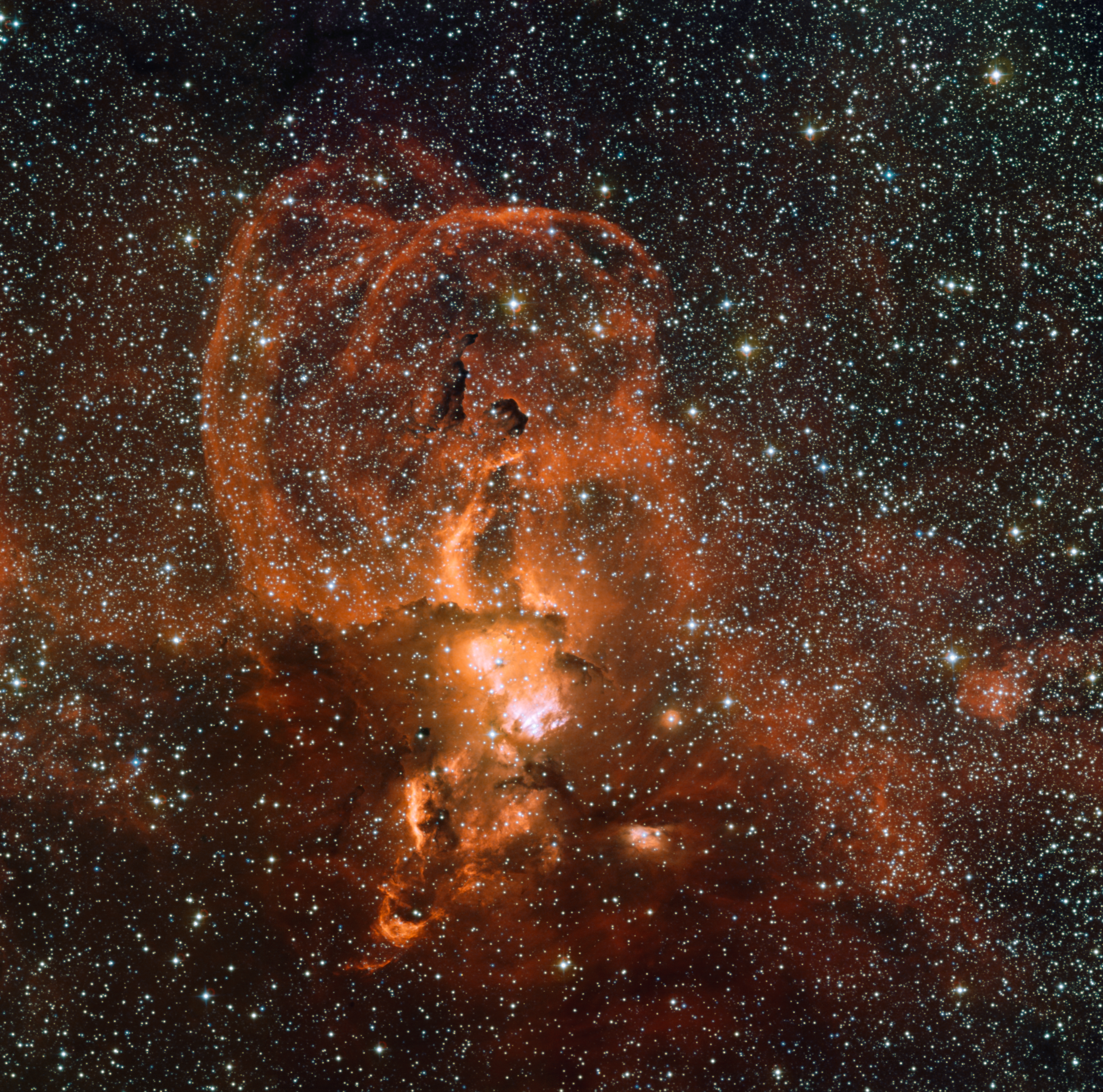
NGC 3582 é parte de uma grande região de formação de estrelas na Via Láctea, chamada RCW 57. Esta foto foi tirada usando o instrumento Wide Field Imager no Observatório La Silla do ESO, no Chile.

O Catálogo RCW (Rodgers, Campbell, Whiteoak) é um catálogo astronômico de regiões de emissões de Hα no sil da Via Láctea, descrito por (Rodgers et al. 1960). Possui 182 objetos e inclui muitos do Catálogo Gum anteriormente (84 itens) objetos, e mais tarde o Catálogo Caldwell que incluiu alguns RCW. Há também alguma sobreposição com o Catálogo Sharpless-2 (312 itens), embora cobre principalmente o hemisfério norte, enquanto o RCW e Gum cobre principalmente o sul.
O Catálogo foi compilado por Alexander William Rodgers, Colin T. Campbell e John Bartlett Whiteoak, que liderados por Bart Bok, catalogando as nebulosas do sul, enquanto trabalhava no Observatório Mount Stromlo na Austrália na década de 1960.

## Exemplos
Alguns dos itens RCW do catálogo; clique na imagem para ver os créditos de imagem, a maioria dos quais são ou de vários astrônomos amadores, o ESO, ESA ou NASA.
| RCW     | Nome              | Imagem | Nomes & Designações                                                                    |
| ------- | ----------------- | ------ | -------------------------------------------------------------------------------------- |
| RCW 38  | RCW 38            |        | RCW 38                                                                                 |
| RCW 49  | RCW 49            |        | Gum 29                                                                                 |
| RCW 57  | RCW 57            |        | NGC 3582                                                                               |
| RCW 86  | RCW 86            |        | RCW 86                                                                                 |
| RCW 88  | RCW 88            |        | RCW 88                                                                                 |
| RCW 108 | RCW 108           |        | Gum 53                                                                                 |
| RCW 124 | NGC 6302          |        | Sh2-6, NGC 6302, Nebulosa Borboleta, PK 349+01 1, RCW 124, Gum 60, Caldwell 69         |
| RCW 127 | NGC 6334          |        | ESO 392-EN 009, Sharpless 8, RCW 127, Gum 64, NGC 6334                                 |
| RCW 131 | NGC 6357          |        | Sh2-11, NGC 6357, RCW 131, Gum 66                                                      |
| RCW 146 | Nebulosa Laguna   |        | Sh2 25, RCW 146, Gum 72                                                                |
| RCW 147 | Nebulosa Trífida  |        | Sh2 30, M20, NGC 6514, RCW 147, Gum 76                                                 |
| RCW 160 | Nebulosa Ômega    |        | M17, NGC 6618, Nebulosa do Cisne, Nebulosa da Ferradura, Sharpless 45, RCW 160, Gum 81 |
| RCW 165 | Nebulosa da Águia |        | Sh2-49, Messier 16, NGC 6611, RCW 165, Gum 83                                          |

## Lista
- RCW 1
- RCW 2
- RCW 3
- RCW 4
- RCW 5
- RCW 6
- RCW 7
- RCW 8
- RCW 9
- RCW 10
- RCW 11
- RCW 12
- RCW 13
- RCW 14
- RCW 15
- RCW 16
- RCW 17
- RCW 18
- RCW 19
- RCW 20
- RCW 21
- RCW 22
- RCW 23
- RCW 24
- RCW 25
- RCW 26
- RCW 27
- RCW 28
- RCW 29
- RCW 30
- RCW 31
- RCW 32
- RCW 33
- RCW 34
- RCW 35
- RCW 36
- RCW 37
- RCW 38
- RCW 39
- RCW 40
- RCW 41
- RCW 42
- RCW 43
- RCW 44
- RCW 45
- RCW 46
- RCW 47
- RCW 48
- RCW 49
- RCW 50
- RCW 51
- RCW 52
- RCW 53
- RCW 54
- RCW 55
- RCW 56
- RCW 57
- RCW 58
- RCW 59
- RCW 60
- RCW 61
- RCW 62
- RCW 63
- RCW 64
- RCW 65
- RCW 66
- RCW 67
- RCW 68
- RCW 69
- RCW 70
- RCW 71
- RCW 72
- RCW 73
- RCW 74
- RCW 75
- RCW 76
- RCW 77
- RCW 78
- RCW 79
- RCW 80
- RCW 81
- RCW 82
- RCW 83
- RCW 84
- RCW 85
- RCW 86
- RCW 87
- RCW 88
- RCW 89
- RCW 90
- RCW 91
- RCW 92
- RCW 93
- RCW 94
- RCW 95
- RCW 96
- RCW 97
- RCW 98
- RCW 99
- RCW 100
- RCW 101
- RCW 102
- RCW 103
- RCW 104
- RCW 105
- RCW 106
- RCW 107
- RCW 108
- RCW 109
- RCW 110
- RCW 111
- RCW 112
- RCW 113
- RCW 114
- RCW 115
- RCW 116
- RCW 117
- RCW 118
- RCW 119
- RCW 120
- RCW 121
- RCW 122
- RCW 123
- RCW 124
- RCW 125
- RCW 126
- RCW 127
- RCW 128
- RCW 129
- RCW 130
- RCW 131
- RCW 132
- RCW 133
- RCW 134
- RCW 135
- RCW 136
- RCW 137
- RCW 138
- RCW 139
- RCW 140
- RCW 141
- RCW 142
- RCW 143
- RCW 144
- RCW 145
- RCW 146
- RCW 147
- RCW 148
- RCW 149
- RCW 150
- RCW 151
- RCW 152
- RCW 153
- RCW 154
- RCW 155
- RCW 156
- RCW 157
- RCW 158
- RCW 159
- RCW 160
- RCW 161
- RCW 162
- RCW 163
- RCW 164
- RCW 165
- RCW 166
- RCW 167
- RCW 168
- RCW 169
- RCW 170
- RCW 171
- RCW 172
- RCW 173
- RCW 174
- RCW 175
- RCW 176
- RCW 177
- RCW 178
- RCW 179
- RCW 180
- RCW 181
- RCW 182